# Sudán (rinoceronte)
Sudán (Sudán, 1973-19 de marzo de 2018) fue un rinoceronte blanco del norte, el último macho de su subespecie en el mundo.

## Biografía
Nació en libertad en Sudán y fue capturado en febrero de 1975, con dos años de edad, por los encargados de capturar animales para el circo inglés Chipperfield. Posteriormente, fue vendido al Zoológico de Dvůr Králové, en la República Checa, junto con otro macho (Saut) y cuatro hembras (Nola, Nuri, Nadi y Nesari). Allí los rinocerontes fueron de las principales atracciones y Sudán permaneció en él hasta 2009. Ese año, Sudán, era el menor de los tres únicos machos vivos en el mundo (los otros dos eran: Angalifu, del zoológico de San Diego y Suni, nacido en el zoológico checo y compañero de Sudán) por lo que se firmó un tratado por el cual él, junto con otro rinoceronte macho y dos hembras, sería trasladado a las instalaciones de la organización Ol Pejeta Conservancy en Kenia para tratar de que se reprodujera; el acuerdo sostenía que ningún rinoceronte volvería a Europa.
Sudán fue padre de tres crías en la República Checa y después sería abuelo de otra. Se apareó con Nasima, con quien tuvo dos crías hembras: Nabire (nacida el 15 de noviembre de 1983 y fallecida en el mismo zoológico en julio de 2015) y Najin (nacida en 1989 y transportada a Kenia en 2009 junto con Sudán), quien le hizo abuelo de su nieta Fatu (nacida en 2000). Una tercera cría nació prematuramente y murió.
Los últimos cuatro rinocerontes blancos del norte en el planeta, Sudán, Najin, Fatu y un macho llamado Suni (medio hermano de Najin), vivieron en el OL Pejeta Conservancy del Condado de Laikipia, estrechamente vigilados las 24 horas del día en una zona cercada, con torres de vigilancia y custodiados por soldados armados. Suni murió en octubre de 2014, convirtiendo a Sudán en el último macho de su subespecie en todo el mundo. En marzo de 2017 se anunció al mundo que Sudán, de 44 años, era muy viejo ya para reproducirse, al producir muy poco esperma.

Sudán en 2015

### Muerte
A finales de 2017 Sudán sufrió una infección en su pata derecha, y aunque su condición mejoró en los siguientes meses, en marzo de 2018 la infección regresó y su salud se deterioró gravemente pese a los cuidados intensivos. Por ello, los cuidadores a su cargo decidieron aplicarle la eutanasia el 20 de marzo del mismo año. Con su muerte quedan únicamente dos ejemplares vivos de rinoceronte blanco del norte, ambos hembras.

## Esfuerzos científicos para resucitar la subespecie
Después de la muerte de Sudán, el portavoz del Zoológico "Dvůr Králové", Jan Stejskal, declaró que "debemos aprovechar esta situación única en la que se utilizan las tecnologías celulares para la conservación de especies en peligro crítico de extinción. Puede parecer increíble, pero gracias a las técnicas recientemente desarrolladas, incluso Sudán todavía podría tener una descendencia ".
Actualmente se están realizando intentos de fertilización in vitro de óvulos de Najin y Fatu con semen de Sudán y de implantar los blastocistos resultantes en una hembra de rinoceronte blanco del sur adecuada. En total, los óvulos de dos hembras y el semen de cinco machos están ahora disponibles para la posible futura resurrección de la subespecie. El equipo a cargo produjo tres embriones en 2019, que actualmente se mantienen en el laboratorio. Dado que las dos hembras de rinoceronte blanco del norte restantes no son adecuadas para llevar un embarazo, planean implantar el embrión en sustitutos de rinoceronte blanco del sur.

## Apoyo
En febrero de 2015, Ol Pejeta Conservancy lanzó una campaña GoFundMe para recaudar fondos para los guardabosques que protegen a los rinocerontes. En mayo de 2015, después de ponerse en contacto con Ol Pejeta Conservancy, los empresarios paquistaníes con sede en Dubai Hamid Hussain y Muhammad Yaqoob iniciaron una campaña global para crear conciencia y llevar a las personas a Ol Pejeta Conservancy para ayudar a generar ingresos para los tratamientos de FIV y otras formas de reproducción asistida invitando a celebridades a visitar la reserva. Entre las celebridades que visitaron a Sudán se encontraban los actores Nargis Fakhri y Khaled Abol Naga.
En 2017, Ol Pejeta Conservancy se asoció con Tinder y Ogilvy Africa para lanzar una campaña de recaudación de fondos con el fin de recuperar la especie. Crearon una cuenta de Tinder para Sudán, el último macho de los rinocerontes blancos del norte, y los usuarios de la aplicación podían deslizar el dedo hacia la derecha para hacer sus donaciones para el desarrollo de métodos de reproducción.

## Homenaje
El 20 de diciembre de 2020, día en que se cumplieron exactamente 11 años desde que el rinoceronte blanco del norte fuera declarado en extinción, Google recordó  a Sudán con un Doodle en la página de inicio de muchos países (Argentina, Chile y Perú, entre los de habla hispana).